# Diaphanopsyche
Diaphanopsyche är ett släkte av fjärilar. Diaphanopsyche ingår i familjen säckspinnare.
Kladogram enligt Catalogue of Life:
| Diaphanopsyche | \| \| Diaphanopsyche leucophaea \| \| \| \| \| \| Diaphanopsyche rogenhoferi \| \| \| \| |
|                | \| \| Diaphanopsyche leucophaea \| \| \| \| \| \| Diaphanopsyche rogenhoferi \| \| \| \| |
|                | Diaphanopsyche leucophaea                                                                |
|                |                                                                                          |
|                | Diaphanopsyche rogenhoferi                                                               |
|                |                                                                                          |